# Soto del Henares (barrio)
Soto del Henares es un barrio situado al este de la ciudad de Torrejón de Ardoz, en la Comunidad de Madrid (España). 

## Urbanismo
Está compuesto de aproximadamente 6.000 viviendas de nueva construcción y zonas verdes, destacando principalmente el parque forestal de los miradores, junto a la ribera del río Henares, que se extiende a lo largo de varios kilómetros en la parte sur del barrio. 
Alberga la mayor parte de viviendas de protección oficial construidas por el Ayuntamiento o la Comunidad de Madrid. 
Destacan otras recientes actuaciones en el barrio como el Hospital de Torrejón y el nudo de comunicación con la autopista A-2 (Puente del Arco).
Presenta un trazado de calles radiales y circulares que se interseccionan, con dos zonas de edificaciones en altura, al norte y al oeste del barrio, entre las vías de FFCC y la avenidas de Carmen Martín Gaite y Eduardo Chillida, y otra más extensa de viviendas unifamiliares (habitualmente denominadas chalets adosados) hasta el límite sur del barrio. Casi todas las calles llevan nombres de escritores y artistas.

## Transporte
- Autobús urbano L1 Circular (A/B): recorre todo el municipio, efectuando paradas en Avda.Joan Miro, Avda.Carmen Martín Gaite, Avda.Eduardo Chillida, c/Mateo Inurria (Hospital) y estación de Soto del Henares.

- Autobús interurbano 226: procede de Avenida de América (Madrid) finalizando su recorrido en la Avenida Joan Miró.
- Autobús 824 procede de Alcala de Henares finalizando su recorrido en el aeropuerto Adolfo Suárez de Madrid (Barajas)
- Autobús interurbano 224A: procede de Avenida de América (Madrid), finalizando su recorrido en la Plaza de Austria, lugar que divide Soto del Henares de su barrio vecino, Mancha Amarilla.

- Autobús interurbano 224: procede de Avenida de América (Madrid), efectúa parada en Paseo de la Democracia y av.Eduardo Chillida, finalizando su recorrido en c/Mateo Inurria (Hospital).

- Ferrocarril: Estación de Soto del Henares: inaugurada el 31 de agosto de 2015.

## Bienestar social

### Sanidad
En este barrio se sitúa el Hospital de Torrejón, el cual es de uso público pero de gestión privada, integrado en la red sanitaria madrileña. El centro de Salud más cercano es "La Plata", ubicado en el barrio vecino Mancha Amarilla.

### Educación
El barrio cuenta con el colegio público Beethoven y el concertado Humanitas, así como el instituto de educación secundaria Juan Bautista Monegro. 

### Parques y jardines

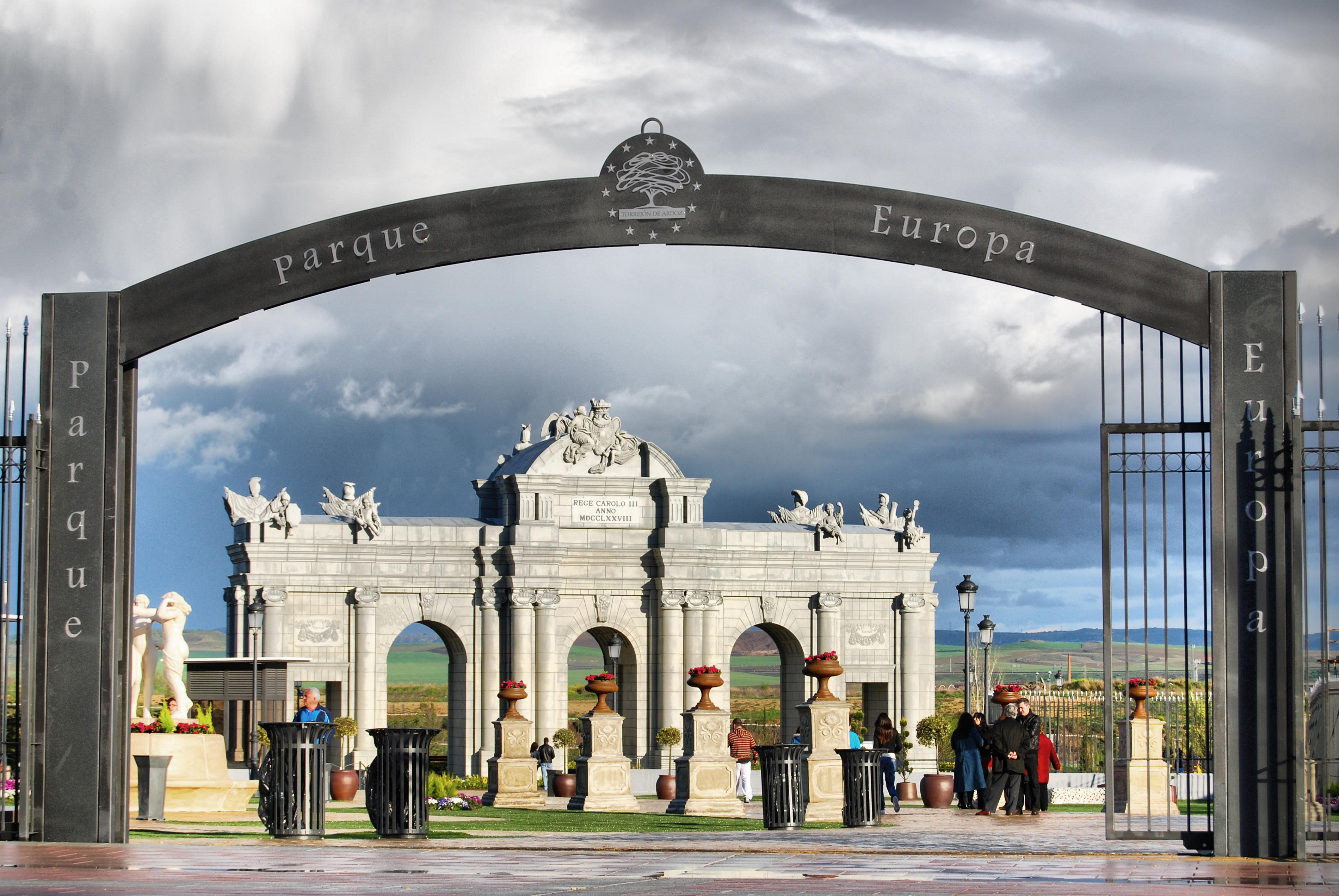
Entrada al Parque Europa. Al fondo, réplica de la Puerta de Alcalá de Madrid.

Soto del Henares posee varias zonas verdes pero destacan en su zona norte el parque Carmen Laforet y el Parque forestal del Henares o de los Miradores, junto a la ribera de ese río, en la zona sur del barrio. Este último tiene una gran extensión y destacan sus miradores a lo largo del parque, habilitado asimismo para bicicletas. Otras zonas ajardinadas son los Paseos de la Democracia, Igualdad, Convivencia, Diálogo, Fraternidad y Tolerancia.
El Parque Europa es un parque temático con réplicas a escala de los monumentos europeos más famosos: Torre Eiffel, Puente de Londres, Puerta de Alcalá, Manneken Pis... 